# Centaurea lanulata
Centaurea lanulata — вид рослин роду волошка (Centaurea), з родини айстрових (Asteraceae).

## Біоморфологічна характеристика
Гемікриптофіт. Листки розсічені; краї листочків зубчасті або пилчасті; прилистки відсутні. Квіточки рожеві, білі. Період цвітіння: січень, лютий, березень, квітень, травень.

## Середовище проживання
Країни проживання: Ізраїль, Йорданія, Синайський півострів. Середовище проживання: пустеля, теплолюбні рослини.